# Cerkiew św. Mikołaja w Mycowie
Cerkiew św. Mikołaja w Mycowie – dawna cerkiew greckokatolicka.
Od 2006 użytkowana jako kaplica rzymskokatolickiej parafii w Żniatynie.

## Historia obiektu
Dawna cerkiew greckokatolicka pw. św. Mikołaja wzniesiona została w 1859. Po wysiedleniu ludności ukraińskiej w latach 1945–47 użytkowana była jako warsztat, a później, kiedy powstał PGR, jako magazyn. Od 1963 opuszczona ulegała postępującej dewastacji. Dopiero w latach dziewięćdziesiątych z inicjatywy Społecznej Komisji Opieki nad Zabytkami Sztuki Cerkiewnej przeprowadzono remont, między innymi kładąc nowy blaszany dach oraz zrekonstruowano zniszczone zakrystie. Od 2006 służy jako kaplica pw. św. Jana Chrzciciela rzymskokatolickiej parafii w Żniatynie.

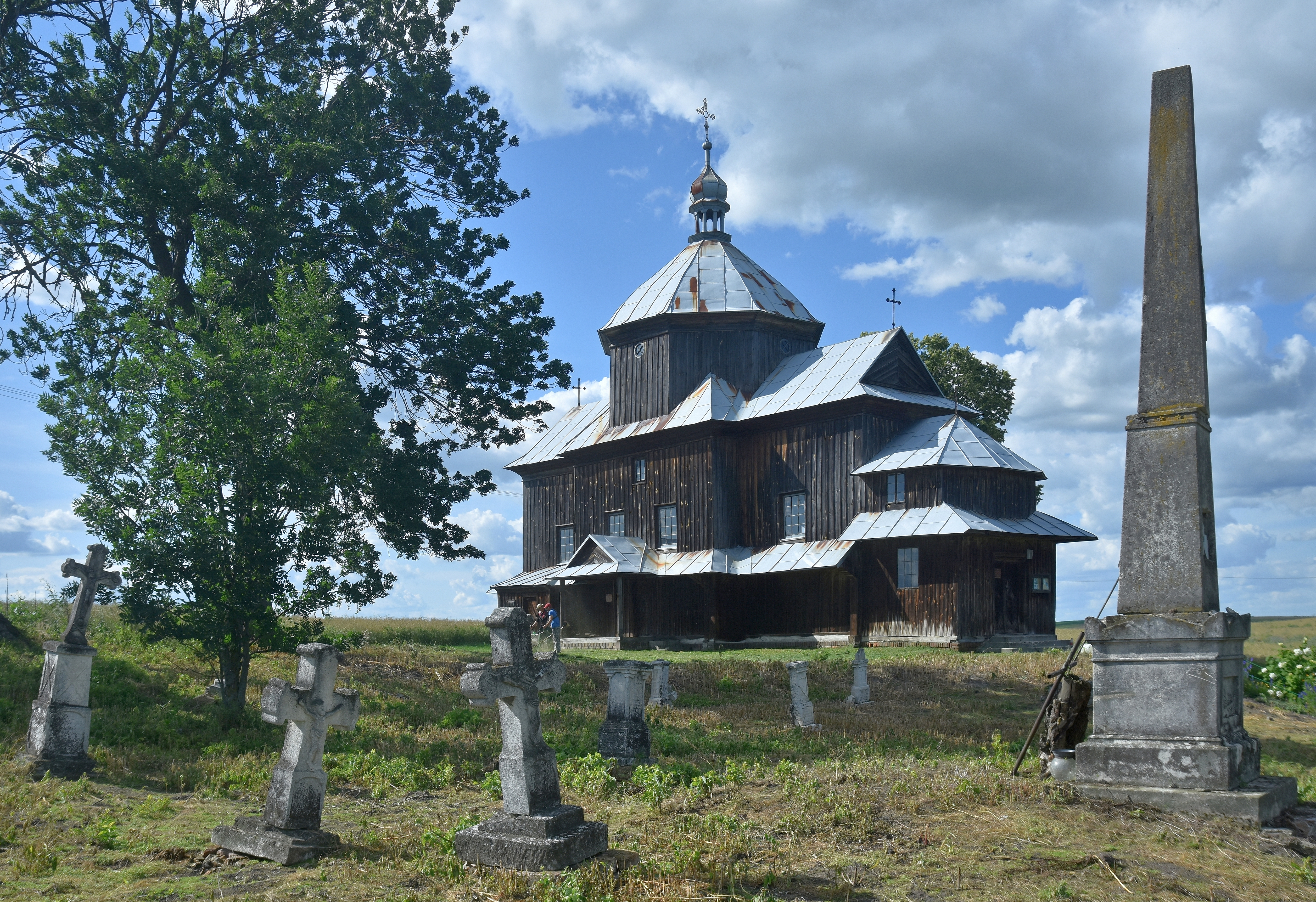
Widok od strony południowej
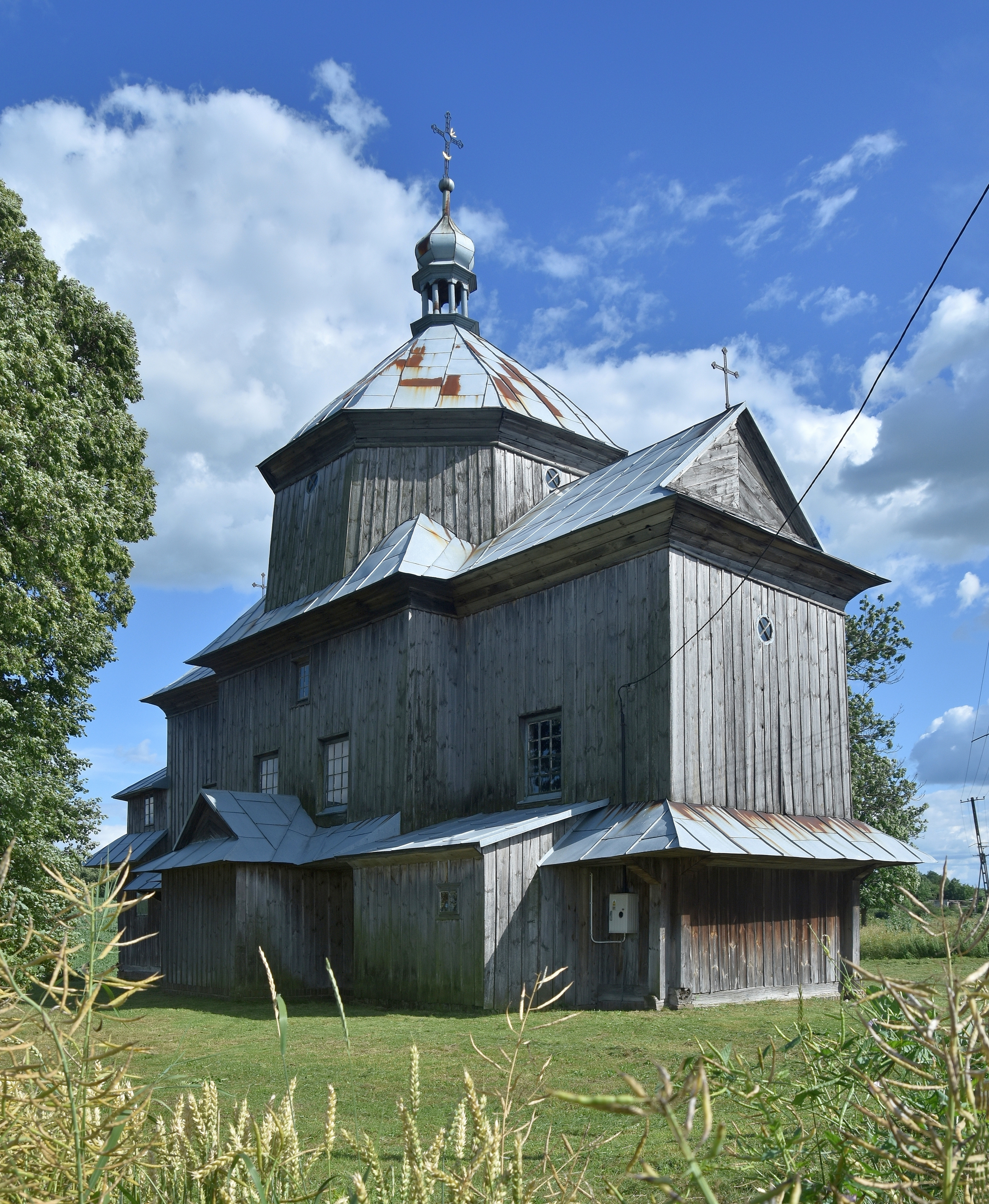
Elewacja północna i zachodnia
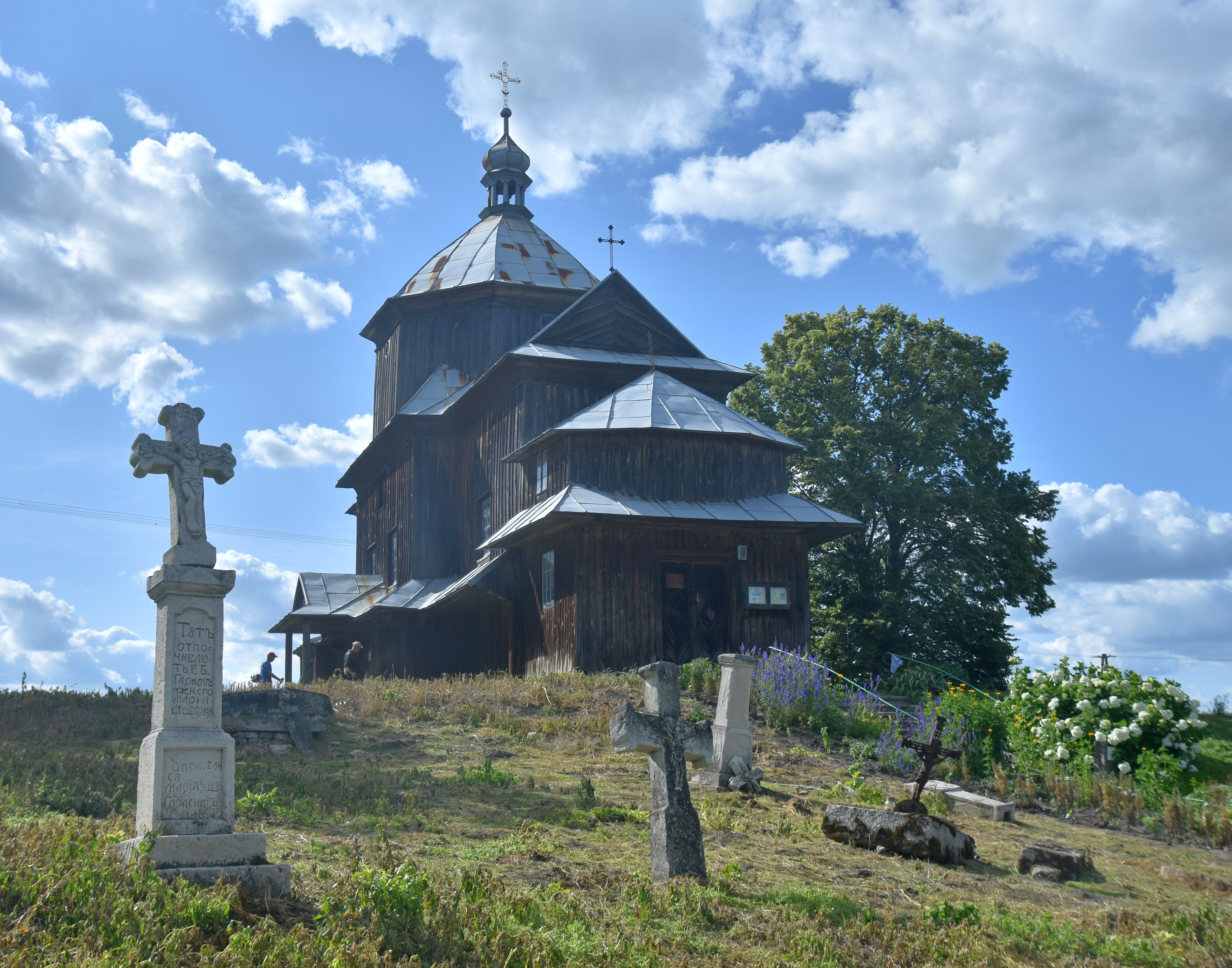
Widok od strony frontowej

## Architektura i wyposażenie
Jest to cerkiew jednokopułowa – nad nawą ośmiopołaciowa kopuła z latarnią, wsparta na wysokim ośmiobocznym tamburze, trójdzielna: prezbiterium, szersza nawa i babiniec równej szerokości z prezbiterium kwadratowe. Prezbiterium zwrócone na zachód, a w jego przedłużeniu zakrystia. Drewniana konstrukcji zrębowej, zwęglowana na rybi ogon, oszalowana. Kopuła, dwuspadowe dachy nad prezbiterium, babińcem i zakrystią oraz okap kryte blachą.
Wewnątrz w nawie ośmiopolowe pozorne sklepienie kopulaste, w pozostałych pomieszczeniach stropy. Zachowała się polichromia z 1862 o tradycjach późnobarokowych oraz niepełny ikonostas barokowo-rokokowy zapewne z końca XVIII wieku gruntownie przemalowany. W cerkwi unikatowo umieszczone są dwa chóry jeden nad drugim.

## Wokół cerkwi
Obok świątyni stała murowana dzwonnica z pięcioma dzwonami. Została rozebrana w 1969 przez PGR. Cerkiew otacza zdewastowany cmentarz, gdzie pozostało kilka kamiennych nagrobków.

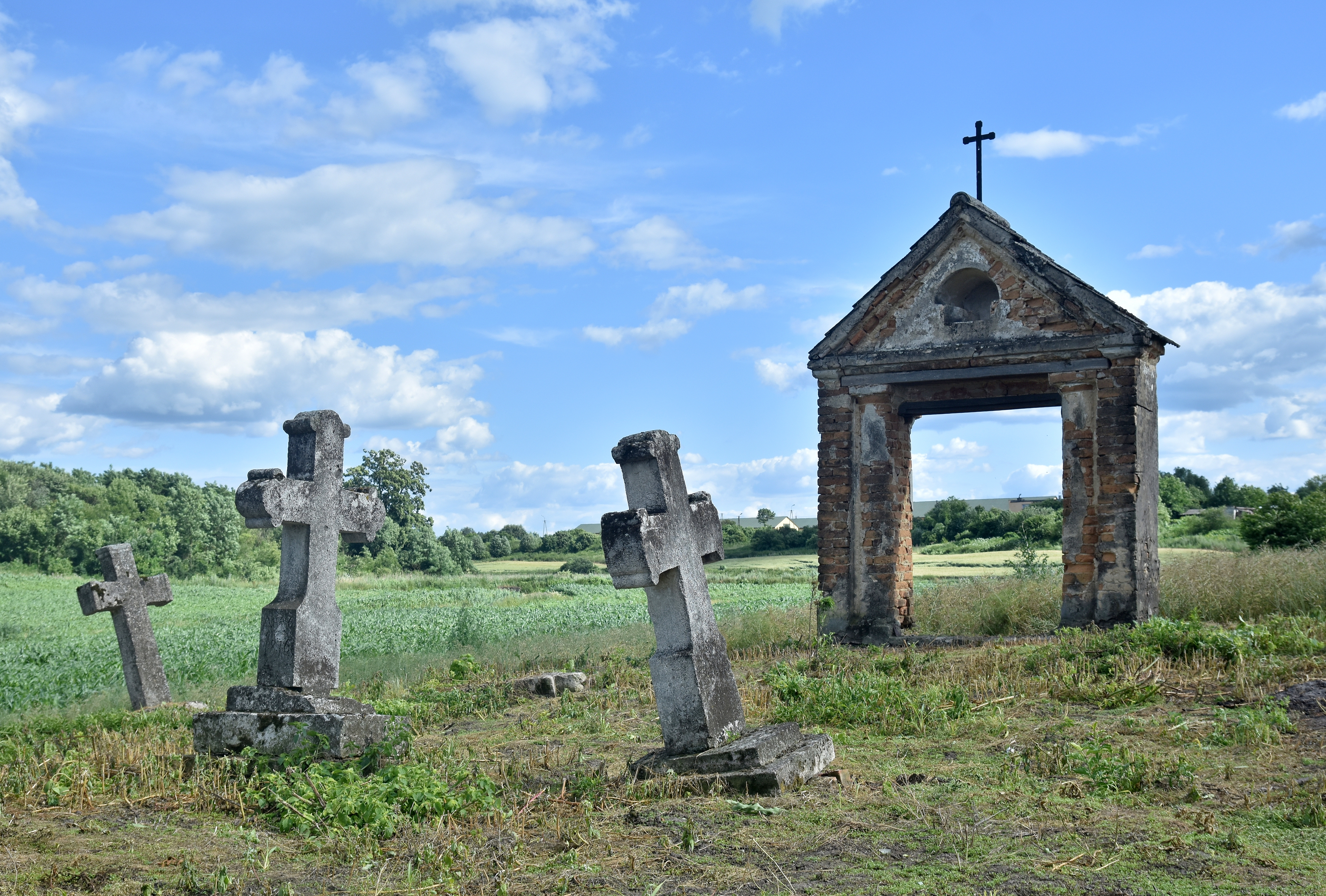
Brama boczna
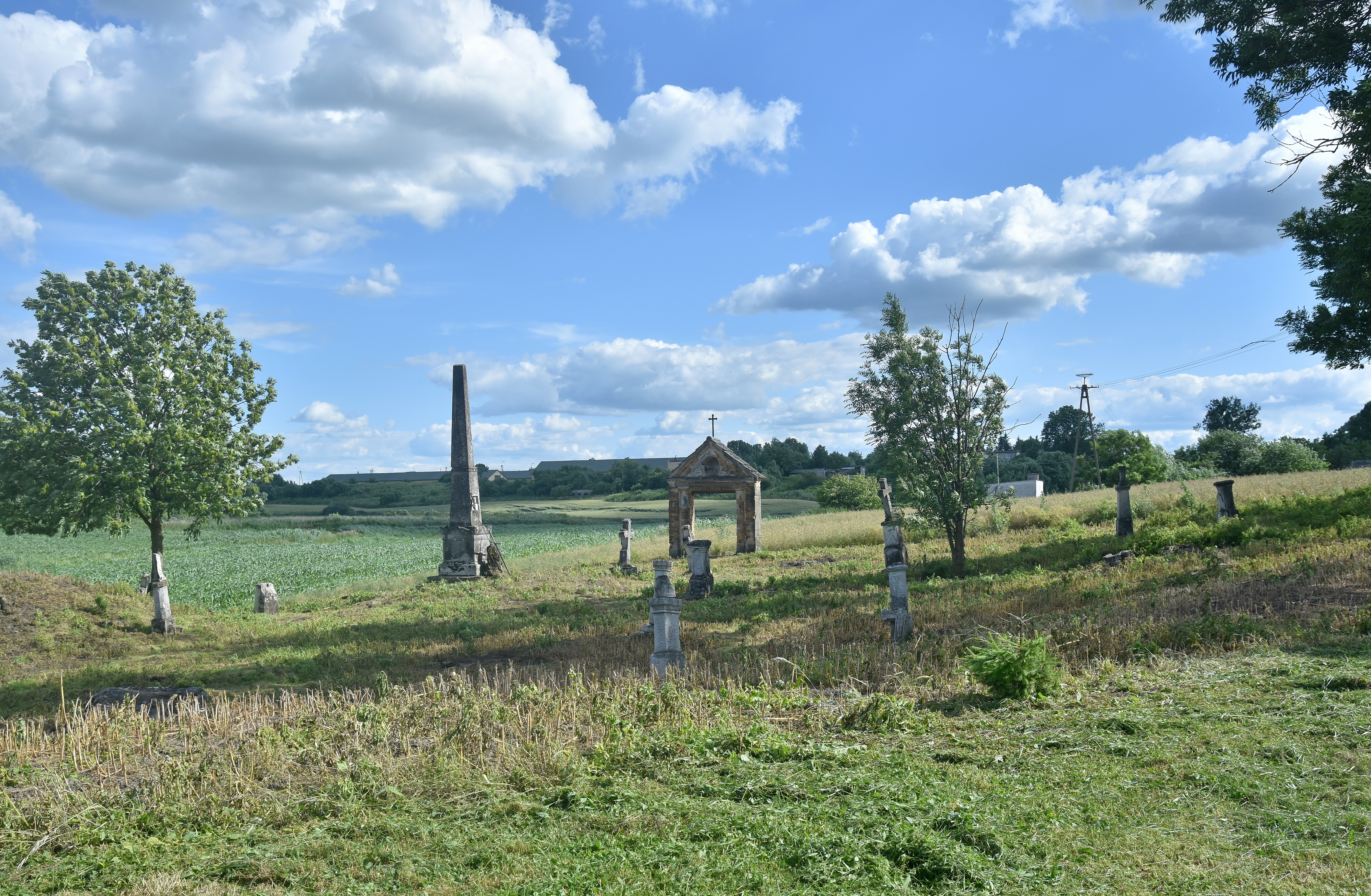
Na cmentarzu przycerkiewnym
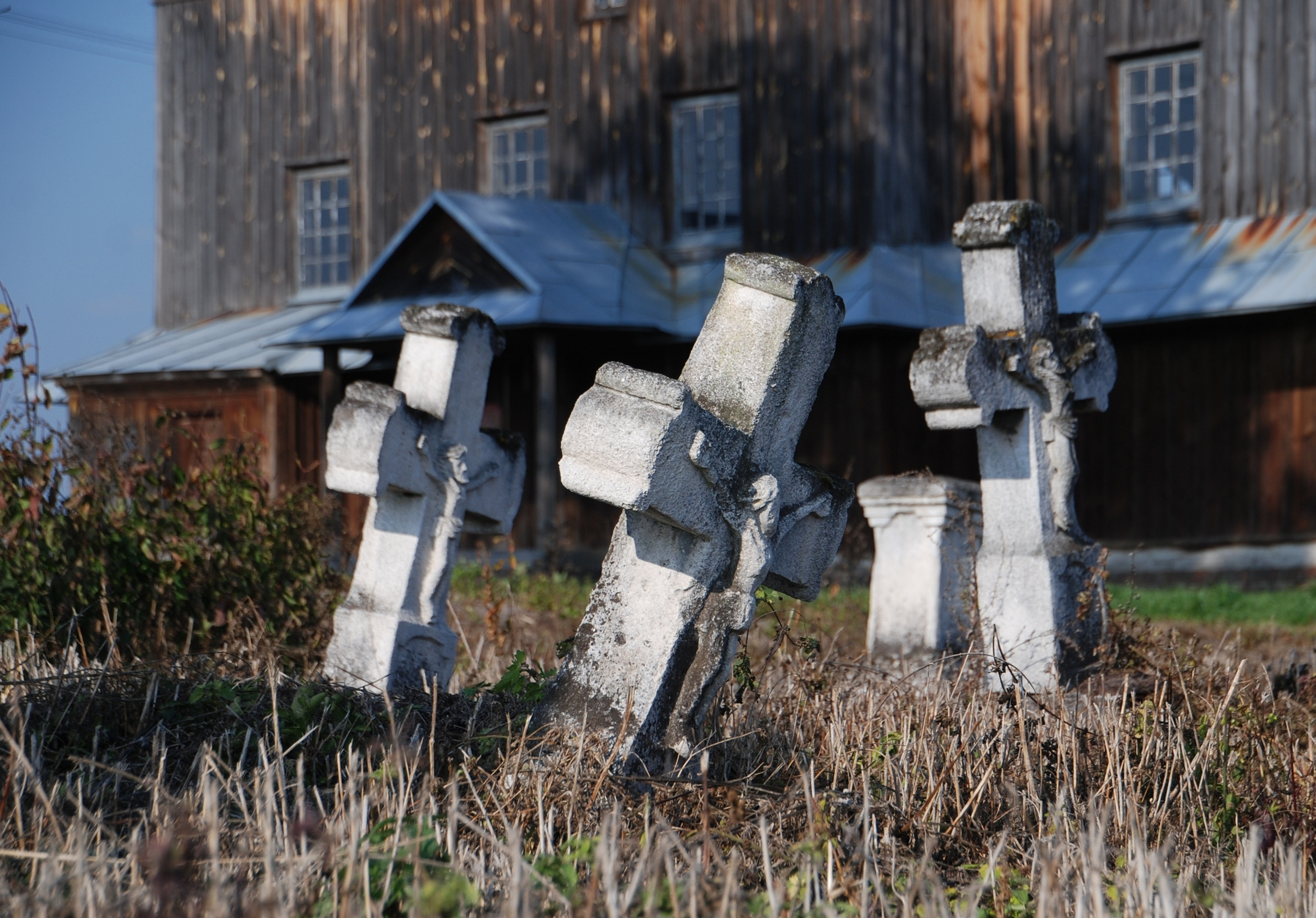
Na cmentarzu przycerkiewnym

## Turystyka
Cerkiew jest obiektem transgranicznego szlaku turystycznego Bełżec - Bełz. 